# Proton (fusée)
Pour les articles homonymes, voir Proton (homonymie).
La fusée Proton (Прото́н) (initialement UR-500) est un lanceur lourd russe capable de placer une charge utile de 22 tonnes en orbite basse et plus de quatre tonnes en orbite géostationnaire. Développé au début des années 1960, le premier tir réussi a lieu en 1965. Depuis sa conception, 427 Proton ont été lancées et la fusée reste aujourd'hui le principal lanceur lourd russe.
La fusée Proton est tirée de manière exclusive depuis la base de lancement de Baïkonour. Plusieurs configurations sont disponibles : dans sa version la plus utilisée, la Proton-M/Briz-M comporte quatre étages d'un diamètre uniforme de 4,15 mètres (7,4 m au niveau du premier étage), est haute de 57 mètres et pèse environ 700 tonnes. Les trois premiers étages utilisent pour leur propulsion un mélange de diméthylhydrazine asymétrique (UDMH) et de peroxyde d'azote. Ces ergols peuvent être stockés, contrairement aux autres carburants, ce qui constituait un avantage décisif lorsqu'il était envisagé d'en faire un missile balistique intercontinental. Son constructeur moscovite GKNPZ Khrounitchev a lancé le développement d'une nouvelle famille de lanceurs Angara ; celle-ci doit remplacer dans les années 2010 les Proton qui présentent notamment l'inconvénient d'utiliser des ergols trop toxiques selon les normes désormais en vigueur. En 2016, le développement de deux variantes bi-étages moins puissantes (3,5 à 5 tonnes sur orbite de transfert) est annoncé.

## Historique
Vladimir Tchelomeï conçoit au début des années 1960 l'UR-500, un missile balistique intercontinental géant capable d'emporter une tête nucléaire de 100 mégatonnes sur une distance de plus de 12 000 km. L'utilisation militaire de la fusée est rapidement abandonnée et celle-ci est reconvertie en lanceur spatial pour le programme lunaire habité soviétique. Après une longue série d'échecs dans les années 1967-1970, la Proton devient le lanceur attitré des sondes spatiales interplanétaires et des satellites soviétiques placés en orbite géostationnaire. La fusée Proton place également en orbite les modules des stations spatiales Saliout et Mir ainsi que les composants russes de la station spatiale internationale. Depuis 1995, le lanceur russe est commercialisé par la coentreprise russo-américaine ILS et est l'un des principaux concurrents du lanceur européen Ariane 5 sur le marché des satellites de télécommunications gérés par les opérateurs privés.
En juin 2018, on annonce la fin de la production en 2021.

### Le lanceur Proton et le programme spatial lunaire

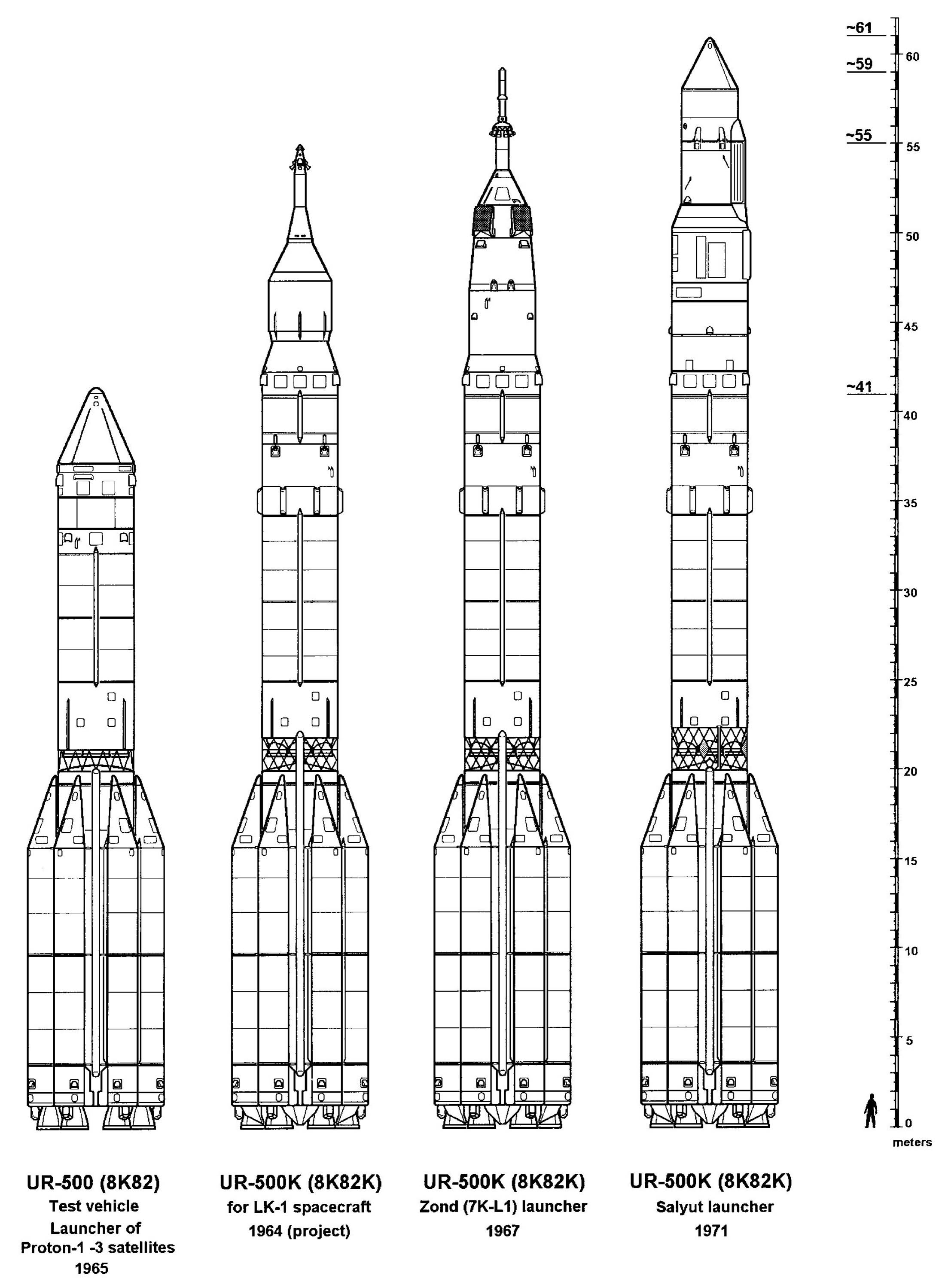
Les premières versions du lanceur : de gauche à droite version à 2 étages de 1965, version destinée à une mission lunaire (1964), Proton K avec un véhicule Zond (1967) et la station Saliout (1971).

En avril 1962, les constructeurs astronautiques ainsi que les principaux décideurs soviétiques se réunissent à Pitsounda dans la villégiature du dirigeant de l'Union soviétique, Nikita Khrouchtchev pour définir la stratégie spatiale soviétique. Jusqu'à présent l'URSS a maintenu son avance sur les États-Unis dans la course à l'espace grâce aux succès des projets de Sergueï Korolev (Spoutnik...). Alors que celui-ci veut conserver son monopole dans le programme spatial, son principal rival Vladimir Tchelomeï obtient le feu vert pour développer un projet qui concurrence directement les réalisations de Korolev : Tchelomeï a su circonvenir Khrouchtchev et se concilier les militaires avec un projet de super-missile balistique intercontinental pouvant emporter une tête nucléaire de 100 mégatonnes sur une distance de plus de 12 000 km. Le missile baptisé UR500 sera renommé par la suite Proton. Le nouveau lanceur est retenu, entre autres, pour le lancement d'un vaisseau spatial habité chargé d'une mission circumlunaire.
Fin 1964, les dirigeants soviétiques qui n'avaient pas cru au succès du programme Apollo, décident devant les progrès des Américains de se lancer à leur tour dans la course vers la Lune et confient à Korolev la réalisation de ce programme. Le projet de mission circumlunaire de Tchelomeï est malgré tout maintenu car il s'agit d'une opération de prestige programmée pour mai ou octobre 1967 qui sont deux dates symboliques en Union soviétique car associées cette année-là au cinquantenaire de la révolution d'Octobre. Ce programme doit permettre de marquer des points auprès de l'opinion internationale en attendant le véritable débarquement lunaire. Mais Tchelomeï, qui a perdu son principal soutien avec la chute de Khrouchtchev remplacé par Léonid Brejnev, est en difficulté car le vaisseau LK1 ne pourra manifestement pas être prêt pour l'échéance fixée. Le lanceur UR-500 a par contre brillamment réussi son premier essai et Korolev propose aux autorités d'associer le nouveau lanceur qui peut placer 20 tonnes en orbite basse avec un vaisseau développé par ses bureaux d'études. Mais fin septembre 1967, la fusée Proton échoue à lancer le premier vaisseau 7K-L1 finalisé mais sans équipage sonnant le glas de l'échéance fixée par les dirigeants soviétiques. Le 22 novembre, le lanceur est à nouveau défaillant. Le vol suivant, le 7 février 1968, place le vaisseau qui a été baptisé Zond 4 (en) sur une orbite très elliptique simulant la trajectoire lunaire.

## Caractéristiques techniques

### Les versions
Depuis son apparition, plusieurs versions du lanceur se sont succédé :
- la première version ne comportait que deux étages. Cette configuration sans doute dès le début provisoire, a volé à 4 reprises entre 1965 et 1966. Elle était capable de placer 12,2 tonnes en orbite basse ;

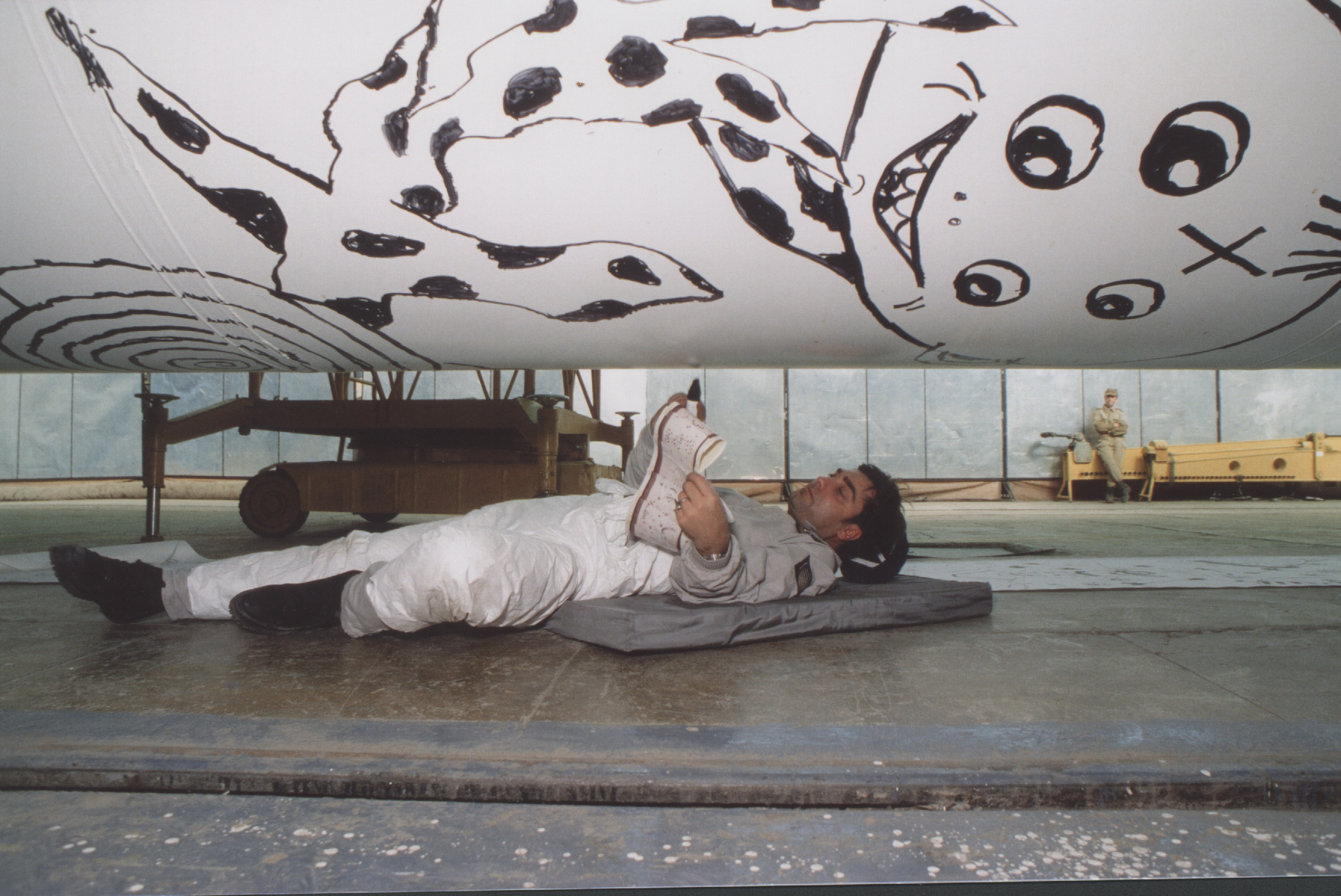
L'artiste Andora peignant une fusée Proton, en 1993.

- la Proton K qui lui succède est une fusée à 3 étages qui est lancée pour la première fois le 16 novembre 1968. Elle est souvent surmontée d'un quatrième étage notamment pour le lancement des sondes interplanétaires et des satellites en orbite géostationnaire. La version à 3 étages est utilisée pour placer les modules des stations spatiales Saliout et Mir ainsi que les composants russes de la Station spatiale internationale. Alors que le reste du lanceur reste inchangé au cours des décennies, le 4e étage évolue progressivement en gagnant en puissance et en fiabilité. Ce sont les Block D, D-1, D-2, DM, DM-2, DM-3 ;
- la version en production en 2016, la Proton M, est lancée pour la première fois le 5 juillet 1999. Les 3 premiers étages ont été modernisés : la structure des 2e et 3e étages a été allégée, la séquence de séparation des étages est revue pour consommer moins d'ergols, un nouveau système de pilotage permet au lanceur d'optimiser son profil de vol. Elle se décline en 2 versions à 4 étages (DM-2 et Briz-M) pour desservir l'orbite géostationnaire ou pour les lancements de sondes interplanétaires ;
- en 2016, le développement de deux versions moins puissantes (Proton medium et Proton light) est entamé pour une mise en production programmée en 2018 et 2019. L'objectif est d'étendre l'activité du lanceur au segment bas des satellites géostationnaires (3,5 à 5 tonnes sur orbite de transfert) et ainsi couvrir le créneau occupé jusque-là par la fusée Zenit. Il s'agit également de concurrencer l'offre d'Arianespace et de SpaceX. Le coût de la version medium devrait être inférieur de 20 % à la version standard. Les deux variantes sont développées en supprimant le deuxième étage et en modifiant les deux étages restant[5].

### Caractéristiques générales
Les trois premiers étages du lanceur dans la version standard de 2014 partagent des caractéristiques communes :
- le diamètre du corps central est de bout en bout de 4,15 mètres : cette dimension correspond à l'encombrement maximum accepté par les chemins de fer soviétiques. Toutefois, pour pouvoir respecter cette contrainte de gabarit, les moteurs et les réservoirs de carburant du premier étage sont rejetés dans 6 modules cylindriques qui viennent flanquer le réservoir central contenant le comburant ;
- les trois premiers étages utilisent pour leur propulsion un mélange de diméthylhydrazine asymétrique (UDMH) et de peroxyde d'azote. Ces ergols peuvent être stockés, contrairement aux autres carburants, ce qui présentait un avantage décisif lorsqu'il était envisagé de faire du Proton un missile balistique intercontinental.

### Premier étage

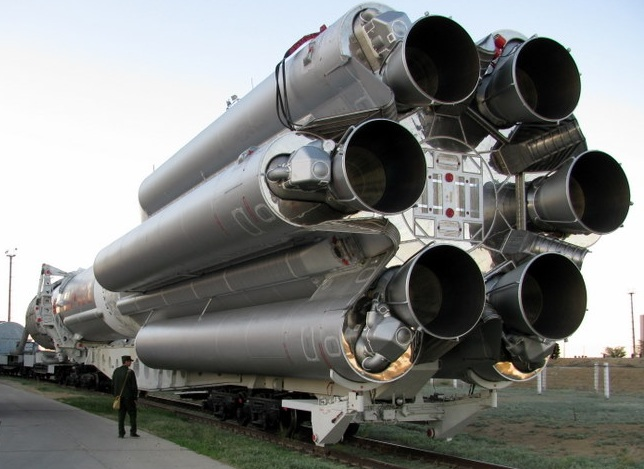
Gros plan sur les tuyères du premier étage d'une fusée Proton-M (2011).

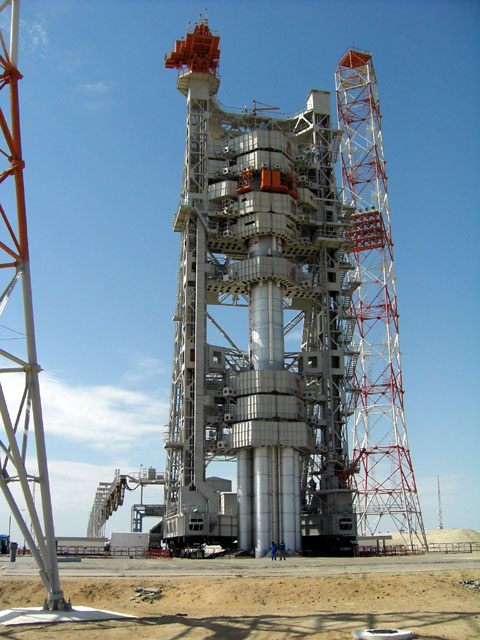
La tour de service mobile entoure le lanceur Proton-M peu avant son lancement (2005).

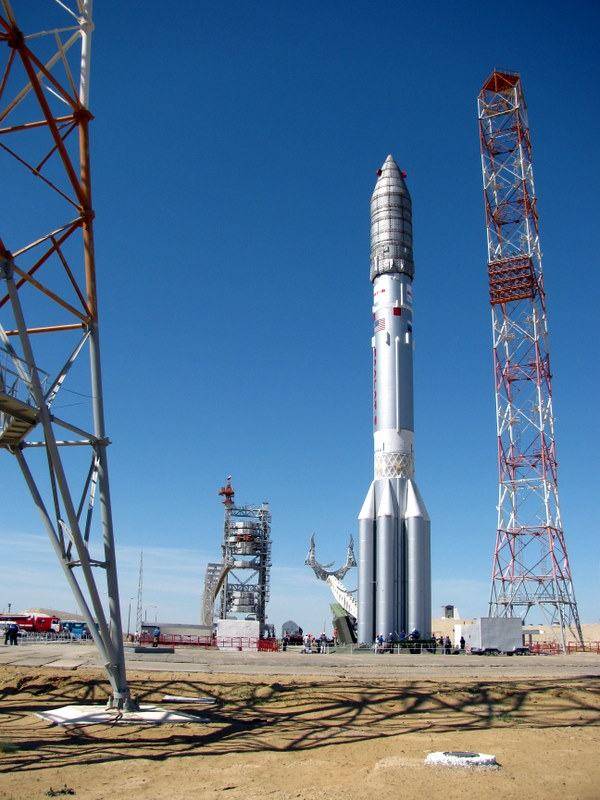
La fusée Proton-M immédiatement avant son lancement (2005).

Le premier étage est constitué d'un réservoir central contenant le peroxyde d'azote long de 21,8 mètres et d'un diamètre de 4,15 mètres. Il est construit en alliage d'aluminium. Il est surmonté d'un treillis de poutres en aluminium qui assure la liaison avec le deuxième étage et permet de laisser passer les gaz de combustion lorsque les moteurs du deuxième étage sont allumés ; en effet, sur les fusées russes, les moteurs de l'étage supérieur sont allumés avant la séparation avec l'étage du dessous pour éviter toute phase de vol inertiel. Il est flanqué par 6 modules longs de 19,5 m et d'un diamètre de 1,6 m, qui sont assemblés avec le réservoir central sur la base de lancement et qui contiennent chacun un réservoir d'UDMH et un moteur-fusée de type RD-276. Le RD-276 est un moteur performant, d'une poussée de 1 588 kN au sol (version 114D3 de 1986), utilisant la combustion étagée : les gaz produits par le générateur de gaz qui entrainent la turbopompe sont réinjectés dans la chambre de combustion. L'ensemble a une masse de 450 tonnes (à vide 30,6 tonnes). La poussée des 6 moteurs est orientable avec un degré de liberté dans une fourchette de 7,5° grâce à un vérin hydraulique. Les moteurs pivotent dans un plan tangent à la circonférence du moteur. Par ailleurs le système de contrôle d'attitude, pour faire pivoter la fusée, peut également modifier le rapport de mélange carburant/oxydant d'un moteur donné en diminuant la quantité de carburant injectée dans la chambre de combustion ce qui diminue la poussée du moteur. Visuellement cela se traduit par la libération d'un nuage de gaz brun/orange.

### Deuxième étage
Le deuxième étage, long de 17,5 m pour un diamètre de 4,1 m, pèse 172,1 tonnes pour une masse à vide de 11,7 tonnes. Il est constitué de deux réservoirs situés l'un au-dessus de l'autre et est propulsé par 3 moteurs RD-0210 et un RD-0211. Ce dernier est un RD-0210 équipé d'un générateur de gaz qui entraine les 4 turbines et maintient sous pression les réservoirs. Le temps de combustion est de 210-230 secondes. Comme le premier étage, le second étage est surmonté d'un treillis destiné à laisser passer les gaz du moteur du 3e lorsque celui-ci est allumé.

### Troisième étage
Le troisième étage, long de 4,11 m pour un diamètre de 4,1 m, pèse 50,7 tonnes pour une masse à vide de 4,2 tonnes. Il est constitué de deux réservoirs situés l'un au-dessus de l'autre et est propulsé par un moteur RD-0213 qui fournit 583 kN de poussée. Un moteur de type RD-0212 de 31 kN de poussée permet le contrôle de l'orientation.

### Quatrième étage
Le lanceur Proton dans sa dernière version utilise pour son 4e étage un des 2 modèles suivants :
- le bloc D a été développé dans les années 1960 en tant que cinquième étage du lanceur lunaire soviétique N1. Il a par la suite évolué et donné naissance à plusieurs versions dont la dernière, le bloc DM, remonte à 1974. Il est propulsé par un moteur RD-58M qui consomme un mélange de kérosène et d'oxygène. Il a une longueur de 6,28 m pour un diamètre de 3,7 m et une masse de 17,49 t (2,44 t à vide). La Proton-M utilise les versions Bloc DM-2 et Bloc DM-2M pour lancer les satellites de télécommunications Ekspress et de navigation GLONASS ;
- le Briz-M est un étage développé pour le lanceur Proton M qui dérive du Briz KM. Ce dernier a été mis au point en 1978 comme étage supérieur des fusées chargées de lancer les sondes interplanétaires telles que Venera 15, Phobos 1 et Mars 96. Par rapport à celui-ci, le Briz M comporte un réservoir toroïdal qui entoure le réservoir central et qui est largué une fois vidé. Ce réservoir permet de transporter en tout 14,6 tonnes de carburant contre 5 t pour le Briz KM. Le moteur S5.98M qui est le même que celui du Briz KM a une poussée de 19,4 kN, peut être réallumé 8 fois et fonctionner durant 2 000 secondes. Le moteur consomme un mélange d'UDMH et de peroxyde d'azote. L'étage peut être utilisé jusqu'à 24 heures après le lancement.

### Les versions medium et light de 2016
Les deux versions annoncées en 2016, qui ne reprennent pas le deuxième étage du lanceur dans sa version standard, présentent par ailleurs les caractéristiques suivantes : 
- la version medium comprend un premier étage allongé d'environ 2,5 mètres qui permet d'emporter 35 tonnes d'ergols supplémentaires et fonctionne durant 20 secondes de plus. Le deuxième étage est le troisième étage de la version Proton M allongé de 1,25 mètre ce qui lui permet d'emporter 22 tonnes d'ergols supplémentaires. Le coût de cette version devrait être réduit de 20 %. Le lanceur pourra placer 5 tonnes en orbite de transfert géostationnaire contre 6,3 tonnes dans la version standard. L'entrée en production est planifiée mi-2017 et le premier vol commercial devrait avoir lieu au troisième trimestre 2018 ;
- le premier étage de la version light comporte 4 moteurs au lieu de 6 ce qui supprime deux des réservoirs latéraux qui constituent la caractéristique visuelle la plus originale du lanceur. Le réservoir central de peroxyde d'azote n'est pas allongé comme dans la version medium mais surmonté d'un réservoir d'heptyl additionnel destiné à rétablir l'équilibre entre les deux ergols compromis par la disparition des deux réservoirs latéraux. La masse totale d'ergols contenus dans le premier étage devrait être finalement identique à celle du lanceur standard. Le deuxième étage est identique à celui de la version medium. La Proton light pourra placer une masse de 3,6 tonnes en orbite de transfert géostationnaire. L'entrée en production de cette version est programmée au premier trimestre 2018 et le premier vol au dernier trimestre 2019.

### Déroulement d'une campagne de tir
Les composants du lanceur Proton sont construits dans l'établissement de Khrounitchev à Moscou. Ils sont ensuite transportés par rail jusqu'à la base de lancement de Baïkonour au Kazakhstan qui est restée depuis le premier tir de la fusée la seule base de lancement équipée d'installations adaptées à la Proton. Les opérations d'assemblage et de préparation se déroulent dans la zone 92. Les trois premiers étages sont assemblés en position horizontale dans le bâtiment 92-1 qui est suffisamment vaste pour permettre le montage de 4 Proton en parallèle. La charge utile, la coiffe et le 4e étage (s'il est nécessaire) sont de leur côté testés, assemblés et remplis en ergols dans un bâtiment dédié qui est généralement le 92A-50. Les deux sous-ensembles sont réunis dans le bâtiment 92-1. Le lanceur est alors soulevé et déposé à l'horizontale sur un grand wagon plat pour son transport par rail jusqu'au pas de tir.
Baïkonour dispose de deux sites distincts pour le lancement des Proton : la zone 81 construite dès l'origine dispose de deux pas de tir dont l'un n'est plus utilisé depuis fin 2004 car il n'a pas été adapté à la nouvelle version Proton M. La zone 200 a été construite dans les années 1970 ; elle comporte également deux pas de tir dont un seul reste opérationnel aujourd'hui. Le lanceur est amené sur son wagon transporteur jusqu'au pas de tir environ 5 jours avant le lancement. Là un système érecteur solidaire du pas de tir bascule de 90° à la fois le châssis du wagon et la fusée plaçant cette dernière à la verticale. Le lanceur qui repose alors sur 6 supports est désolidarisé de son système de transport qui est abaissé. Une tour de service montée sur rails est approchée et vient entourer la Proton pour permettre les dernières opérations de contrôle et le remplissage des réservoirs. Cinq à six heures avant le lancement, la tour de service est écartée d'environ 340 mètres du pas de tir. Durant les 45 premières secondes qui suivent le décollage, les moteurs du lanceur ne peuvent être coupés : l'objectif est d'éviter que le lanceur n'explose au-dessus de l'aire de lancement et ne la rase.

## Carrière opérationnelle
|                 |       |         | Charge utile | Charge utile |
| Lanceur         | Masse | Hauteur | Orbite basse | Orbite GTO   |
| --------------- | ----- | ------- | ------------ | ------------ |
| Proton-M/Briz-M | 705 t | 58,2 m  | 23 t         | 6 t          |
| Longue Marche 5 | 867 t | 57 m    | 23 t         | 13 t         |
| Ariane 5 ECA    | 777 t | 53 m    | 21 t         | 10,5 t       |
| Atlas V 551     | 587 t | 62 m    | 18,5 t       | 8,7 t        |
| Delta IV Heavy  | 733 t | 71 m    | 29 t         | 14,2 t       |
| Falcon 9 FT     | 549 t | 70 m    | 23 t         | 8,3 t        |
| H-IIB           | 531 t | 56,6 m  | 19 t         | 8 t          |

Avec plus de 400 tirs (2015), Proton est le lanceur lourd le plus utilisé au monde. Après avoir mis fin à une série de lancements défectueux dans les années 1967-1970, la Proton devient le lanceur attitré des sondes spatiales interplanétaires et des satellites soviétique placés en orbite géostationnaire (Ekran, Gorisont). La fusée Proton est également utilisée pour mettre en orbite les modules des stations spatiales Saliout et Mir ainsi que les composants russes de la Station spatiale internationale. Depuis 1995, le lanceur russe est commercialisé par la coentreprise russo-américaine ILS et est le principal concurrent du lanceur européen Ariane 5 sur le marché des satellites de télécommunications gérés par les opérateurs privés.

### Suspension des lancements de 2007
Le 6 septembre 2007, le Kazakhstan suspend les lancements de fusées russes Proton depuis le cosmodrome de Baïkonour, après la chute sur le territoire kazakh d'un de ces lanceurs transportant un satellite japonais de télécommunications JCSat 11 (en).
Le 28 janvier 2008, la fusée est remise en fonction avec le lancement du satellite de télécommunication Express-AM33.

### Échec du 15 mars 2008
Le 15 mars 2008, la 334e fusée Proton lancée depuis juillet 1965 ne place pas le satellite AMC-14 sur une bonne orbite, du fait d'un dysfonctionnement de son quatrième étage Briz-M.

### Échec du 5 décembre 2010
Le 5 décembre 2010, un lancement de la fusée Proton conduit a un nouvel échec, trois satellites russes du système GLONASS s'abîment au large d'Hawaï. L'accident a pour origine une erreur de procédure durant le remplissage des réservoirs du 4e étage. Ce vol inaugurait une nouvelle version du Block DM (DM-03) ; cette version est dotée de réservoirs de plus grande dimension ; les opérateurs sur le site de lancement ont fait le plein en appliquant les mêmes règles (pourcentage de remplissage) que pour les vols précédents ajoutant un surcroit de masse ; le lanceur, qui n'avait pas la capacité à lancer la masse supplémentaire, a progressivement dévié de la trajectoire prévue et n'est pas parvenu à placer en orbite sa charge utile,.

### Échec du 18 août 2011
Le 18 août 2011, le satellite russe de télécommunications Express-AM4 est envoyé sur une mauvaise orbite (660 × 20 300 km avec une inclinaison de 51°) à la suite d'une défaillance du 3e étage Briz-M. Après quelques jours de recherche, le satellite est localisé. Les ingénieurs d'Astrium, constructeur du satellite, réussissent à reprendre son contrôle et à démontrer son opérabilité, mais le carburant disponible à bord du satellite ne permet pas de le mettre à poste sur son orbite géostationnaire. Après avoir envisagé différents scénarios et repoussé une proposition de rachat du satellite pour assurer des liaisons entre les équipes de chercheurs installées dans l'Antarctique, les autorités russes, considérant que le satellite a été endommagé par la traversée répétée des ceintures de radiations, décident de le désorbiter. Celui-ci s'abime dans l'Océan Pacifique le 25 mars 2012,.

### Échec du 6 août 2012
C'est encore un échec de l'étage supérieur Briz-M, le quatrième en six ans, dont la combustion n'a duré que 7 s au lieu des 1 085 prévues, laissant la charge utile composée de Telkom-3, pour l'Indonésie et Express-MD2 pour la Russie, sur une orbite de 266 × 5 015 km.
Une commission d'enquête est formée et les vols suspendus jusqu'au rendu de son diagnostic.
La reprise des vols avec succès a lieu le 3 novembre.
Mais pour le lanceur russe, c'est son troisième échec en dix-huit vols, entamant la confiance de certains opérateurs, à commencer par EchoStar Corporation confiant beaucoup plus facilement ses satellites à la société ILS, moins chère que la société européenne Arianespace. Aussi, cet opérateur va signer un accord pluriannuel pour le lancement de plusieurs satellites depuis le Centre Spatial Guyanais en novembre 2012.

### Échec du 8 décembre 2012
C'est encore un échec de l'étage supérieur Briz-M, le cinquième en six ans déstabilisant ILS, la compagnie gérant Proton, dont la combustion a duré quatre minutes de moins que prévu laissant la charge utile composée de Yamal-402, un Spacebus 4000C3, sur une orbite de transfert géostationnaire erronée.
Mais, peu après, le 15 janvier 2013, lors du lancement de trois satellites militaires Kosmos par un lanceur Rockot depuis le cosmodrome de Plesetsk, l’étage supérieur Briz-KM du lanceur est resté en orbite, contrairement à ce qui était prévu, un nouveau dysfonctionnement pouvant avoir une incidence forte sur le planning des lancements Proton et Rockot, avec à la clé un report des lancements prévus de plusieurs mois.

### Échec du 2 juillet 2013
Le 2 juillet 2013, une fusée Proton-M dotée d'un étage supérieur Bloc DM-03 est lancée depuis le pas de tir 24 du site de lancement 81 du cosmodrome de Baïkonour. La charge utile est constituée par trois satellites du système de positionnement par satellites russe GLONASS. Quelques secondes après avoir quitté le sol, le lanceur commence à dévier de sa trajectoire verticale puis quelques secondes plus tard plonge vers le sol. La fusée sous l'effet de la pression aérodynamique commence à se désintégrer et perd son étage supérieur et sa charge utile. Puis elle s'écrase 32 secondes après avoir quitté le sol à environ 1–2 km de la zone de lancement sans faire de victimes,. Les moteurs du premier étage ont fonctionné jusqu'au bout : pour que la fusée s'écarte au maximum du pas de tir, le contrôle au sol ne peut pas arrêter les moteurs durant la première phase du vol. C'est la première fois depuis plus de 20 ans qu'un lanceur russe s'écrase peu après son décollage. Les échecs du lanceur qui s'étaient produits ces dernières années concernaient l'étage supérieur ; le dernier échec similaire à celui-ci, c'est-à-dire lié au fonctionnement du premier étage, remonte au 2 avril 1969. Le coût de cet échec est estimé à 100 millions de dollars pour le lanceur et 200 millions de dollars pour les satellites,. Au 4 juillet, plusieurs constats ont été effectués grâce aux télémesures :
- le lanceur a décollé 0,4 seconde avant l'heure prévue alors que les moteurs n'avaient pas atteint leur pleine puissance ;
- une température trois fois supérieure à la normale (1 200 °C) a été détectée au niveau des moteurs du premier étage ;
- un des moteurs a été arrêté par le dispositif d'urgence seulement 4 secondes après le décollage.

Le 9 juillet, les investigations effectuées dans l'épave du lanceur ont permis de découvrir que plusieurs capteurs d'accélération angulaire avaient été montés à l'envers. Le système de contrôle d'attitude du lanceur a réagi au lancement à des signaux erronés expliquant la perte finale de la fusée.

### Échec du 16 mai 2015
Le 16 mai 2015, une fusée Proton-M décolle depuis le pas de tir 39 du cosmodrome de Baïkonour en emportant un satellite de télécommunications mexicain MexSat-1 (Centenario). Les deux premiers étages du lanceur fonctionnent normalement d'après les données télémétriques reçues. 490 secondes après le décollage le lanceur est victime d'une défaillance de son troisième étage. Ce dernier ainsi que le satellite s'écrasent dans le nord-est de la Chine sans faire de victime. Cet échec entraine le report des lancements prévus au cours des deux mois suivants.

## Historique des vols

### Nature des charges utiles et concurrence
Le lanceur Proton occupe une place majeure dans le secteur des lancements commerciaux jusqu'en 2016. Mais l'apparition de la fusée américaine Falcon 9 qui vient la concurrencer sur son principal atout (le prix)  entraine l'effondrement de sa part de marché. Les lancements institionnels russes nécessitant la capacité de la Proton sont trop peu nombreux pour composer cette perte d'attractivité,.
| | 2006 | 2007 | 2008 | 2009 | 2010 | 2011 | 2012 | 2013 | 2014 | 2015 | 2016 | 2017 | 2018 | 2019 | 2020 | 2021 | 2022 | 2023 |
| --- | ---- | ---- | ---- | ---- | ---- | ---- | ---- | ---- | ---- | ---- | ---- | ---- | ---- | ---- | ---- | ---- | ---- | ---- |
| Proton | 6    | 7    | 10   | 10   | 12   | 9    | 11   | 10   | 8    | 8    | 3    | 4    | 2    | 5    | 1    | 2    | 1    | 2    |
| dont commerciaux¹ | 5    | 4    | 8    | 8    | 8    | 6    | 10   | 7    | 6    | 7    | 2    | 3    | 0    | 2    | 1    | 1    | 1    | 0    |
| Atlas V | 2    | 4    | 2    | 5    | 4    | 5    | 6    | 8    | 9    | 9    | 8    | 6    | 5    | 2    | 5    | 4    | 7    | 2    |
| dont commerciaux¹ | 1    | 1    | 1    | 1    | 0    | 0    | 0    | 0    | 1    | 0    | 2    | 0    | 0    | 0    | 0    | 0    | 1    | 1    |
| Delta IV | 3    | 1    | 0    | 3    | 3    | 3    | 4    | 3    | 4    | 2    | 4    | 1    | 2    | 3    | 1    | 1    | 1    | 1    |
| dont commerciaux¹ | 0    | 0    | 0    | 0    | 0    | 0    | 0    | 0    | 0    | 0    | 0    | 0    | 0    | 0    | 0    | 0    | 0    | 0    |
| Ariane 5 | 5    | 5    | 6    | 7    | 6    | 5    | 7    | 4    | 6    | 6    | 7    | 6    | 6    | 4    | 3    | 3    | 3    | 2    |
| dont commerciaux¹ | 4    | 5    | 5    | 5    | 6    | 4    | 6    | 2    | 5    | 6    | 6    | 5    | 4    | 4    | 3    | 1    | 3    | 0    |
| Falcon² |      |      |      |      | 2    | 0    | 2    | 3    | 6    | 7    | 9    | 18   | 21   | 13   | 26   | 31   | 61   | 96   |
| dont commerciaux¹ |      |      |      |      | 0    | 0    | 0    | 2    | 3    | 4    | 6    | 12   | 14   | 7    | 3    | 3    | 17   | 19   |
| dont Starlink³ |      |      |      |      | 0    | 0    | 0    | 0    | 0    | 0    | 0    | 0    | 0    | 2    | 14   | 19   | 34   | 63   |
| Zenit | 5    | 2    | 6    | 4    | 0    | 5    | 3    | 2    | 1    | 1    | 0    | 1    | 0    | 0    | 0    | 0    | 0    | 0    |
| dont commerciaux¹ | 5    | 1    | 6    | 4    | 0    | 2    | 3    | 2    | 1    | 1    | 0    | 1    | 0    | 0    | 0    | 0    | 0    | 0    |
| H-II | 4    | 2    | 1    | 3    | 2    | 3    | 2    | 2    | 4    | 4    | 3    | 6    | 4    | 1    | 4    | 2    | 0    | 2    |
| dont commerciaux¹ | 0    | 0    | 0    | 0    | 0    | 0    | 0    | 0    | 0    | 1    | 0    | 0    | 0    | 1    | 1    | 0    | 0    | 0    |
| ¹Les satellites commerciaux par opposition aux satellites institutionnels (satellites militaires ou d'agences nationales comme la NASA) Remarque : Les satellites institutionnels placés en orbite par un lanceur non national sont décomptés comme des lancements commerciaux ²Falcon 9 et Falcon Heavy ³Compte tenu du nombre de lancement élevé et du fait que le constructeur du satellite est également celui du lanceur, les satellites Starlink sont décomptés séparément. |      |      |      |      |      |      |      |      |      |      |      |      |      |      |      |      |      |      |

### Nombre de vols par an  dont échecs totaux ou partiels
| 2,5 5 7,5 10 12,5 15 1965 1970 1975 1980 1985 1990 1995 2000 2005 2010 2015 2020 Échec Échec partiel Succès Planifié |